# محوطه قلاکوتی لسبو
محوطه قلاکوتی لسبو مربوط به عصر آهن تا دوران‌های تاریخی پس از اسلام است و در شهرستان رودسر، بخش رحیم آباد، روستای لسبو واقع شده و این اثر در تاریخ ۲ بهمن ۱۳۸۲ با شمارهٔ ثبت ۱۰۷۶۳ به‌عنوان یکی از آثار ملی ایران به ثبت رسیده است.